# دلیجه معمولی
دِلیجه معمولی یا دلیجهٔ ناخن‌سیاه نام گونه‌ای پرنده است.
این پرنده از راستهٔ شاهین‌سانان، خانوادهٔ شاهینان، سردۀ شاهین‌ است.
پرهای دلیجه معمولی بیشتر قهوه‌ای با خال‌های تیره هستند. برخلاف بیشتر شاهین‌ها، دلیجه دورنگی جنسیتی دارد، بدین معنی که رنگ نر آن با رنگ ماده آن تفاوت دارد. سر و دم دلیجه معمولی نر آبی-خاکستری است. در ماده‌ها، دم قهوه‌ای با نوارهای سیاه است. در هر دو جنس، انتهای دم سیاه‌رنگ است و نواری سفید دارد.

## ویژگی‌ها

#### ظاهر
دلیجه معمولی ۳۲ تا ۳۸ سانتی‌متر درازا و حدود ۲۰۰ گرم وزن دارد. پرنده نر کوچکتر است. این پرنده در آسیا و اروپا زندگی می‌کند.

#### پرواز
دلیجه معمولی و تعدادی اندک از پرندگان دیگر از جمله پرستوهای دریایی تنها برای چند ثانیه می‌توانند پیش از یورش به سوی طعمه در هوا درجابال‌زنی باقی بمانند.

#### تولیدمثل
دلیجه معمولی، مانند بیشتر شاهین‌ها، لانه نمی‌سازد. این پرنده اوایل بهار پس از پیدا کردن جفت، در شکاف صخره‌ها یا لانه متروک پرندگانی مانند کلاغ و در شهرها، در سوراخها و شکافهای ساختمان‌های بلند یا پشت‌بام‌ها تخم می‌گذارد. تعداد تخم‌ها ۳ تا ۶ عدد است، پرنده ماده روی آن‌ها می‌نشیند و پرنده نر به شکار می‌رود و ماده را تغذیه می‌کند. جوجه‌ها پس از ۲۷ تا ۲۹ روز از تخم بیرون می‌آیند. پس از آن، پرنده نر و ماده با هم به شکار می‌روند. جوجه‌ها پس از چهار هفته مستقل می‌شوند و لانه را ترک می‌کنند.
طول عمر دلیجه معمولی حداکثر به شانزده سال می‌رسد.

## نگارخانه

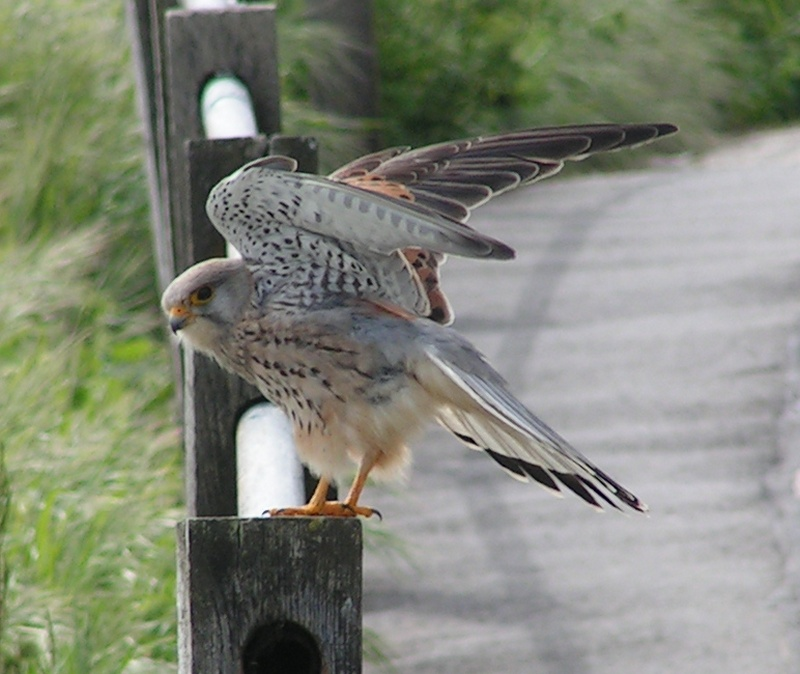
دلیجهٔ معمولی نر در حال فرود آمدن
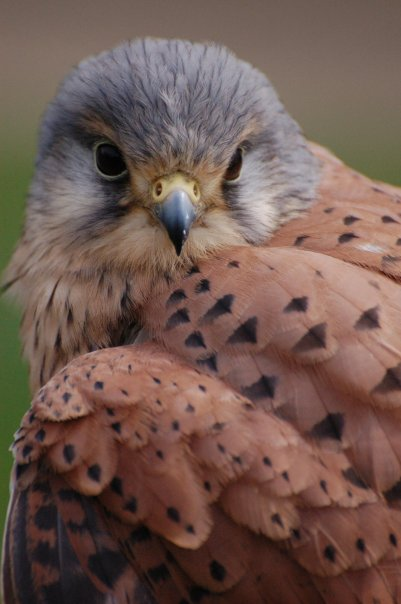
دلیجهٔ معمولی نر بالغ
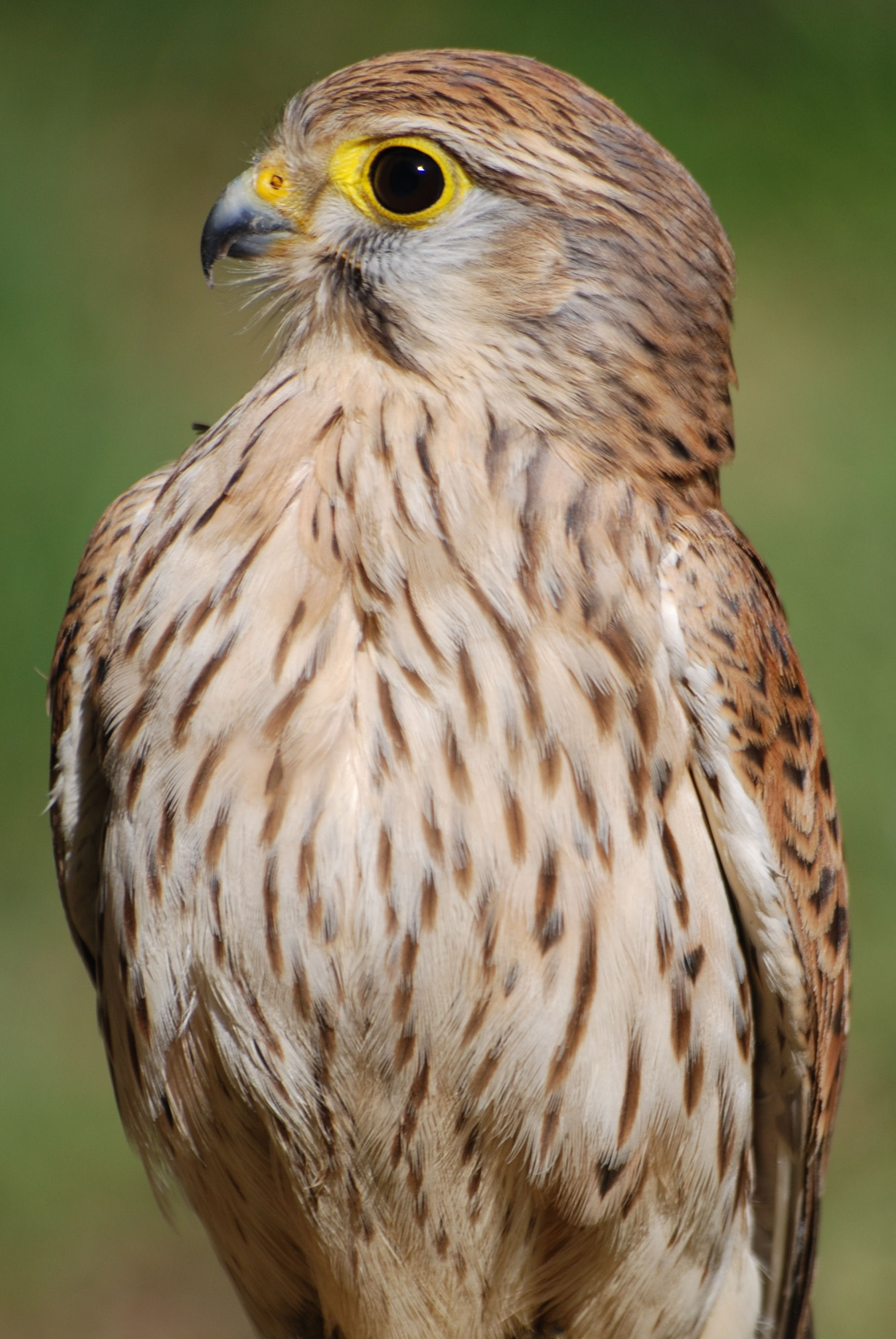
دلیجهٔ معمولی ماده
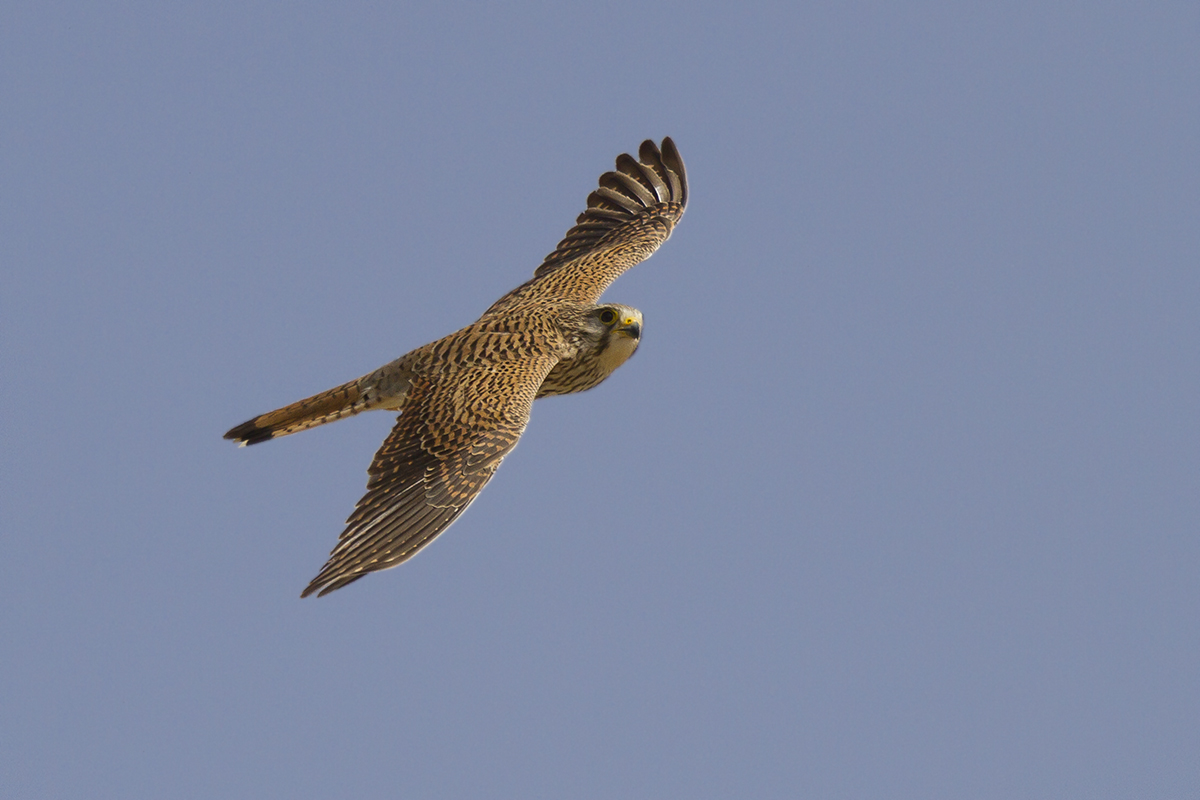
دلیجهٔ معمولی در ایران
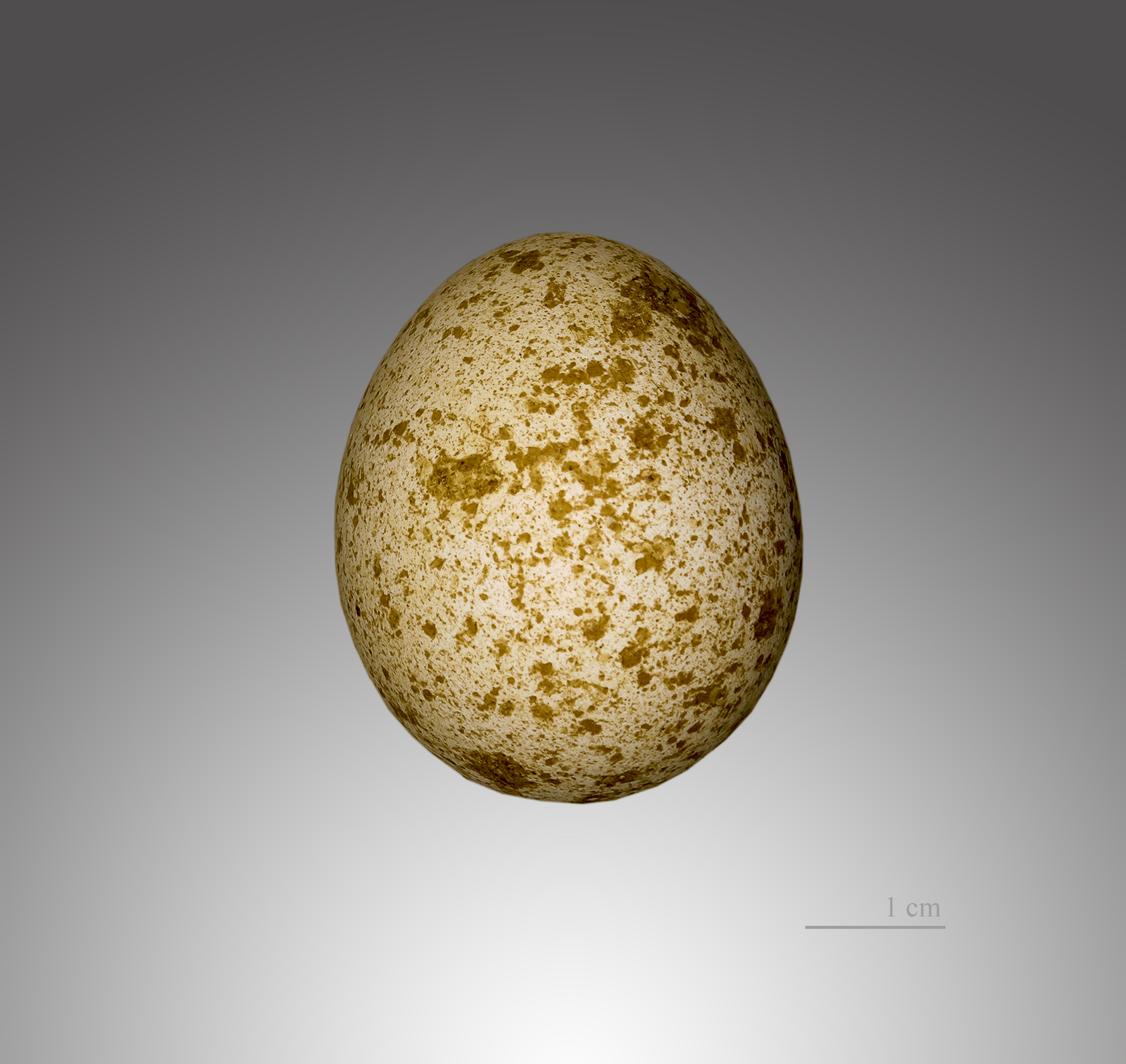
تخم دلیجهٔ معمولی
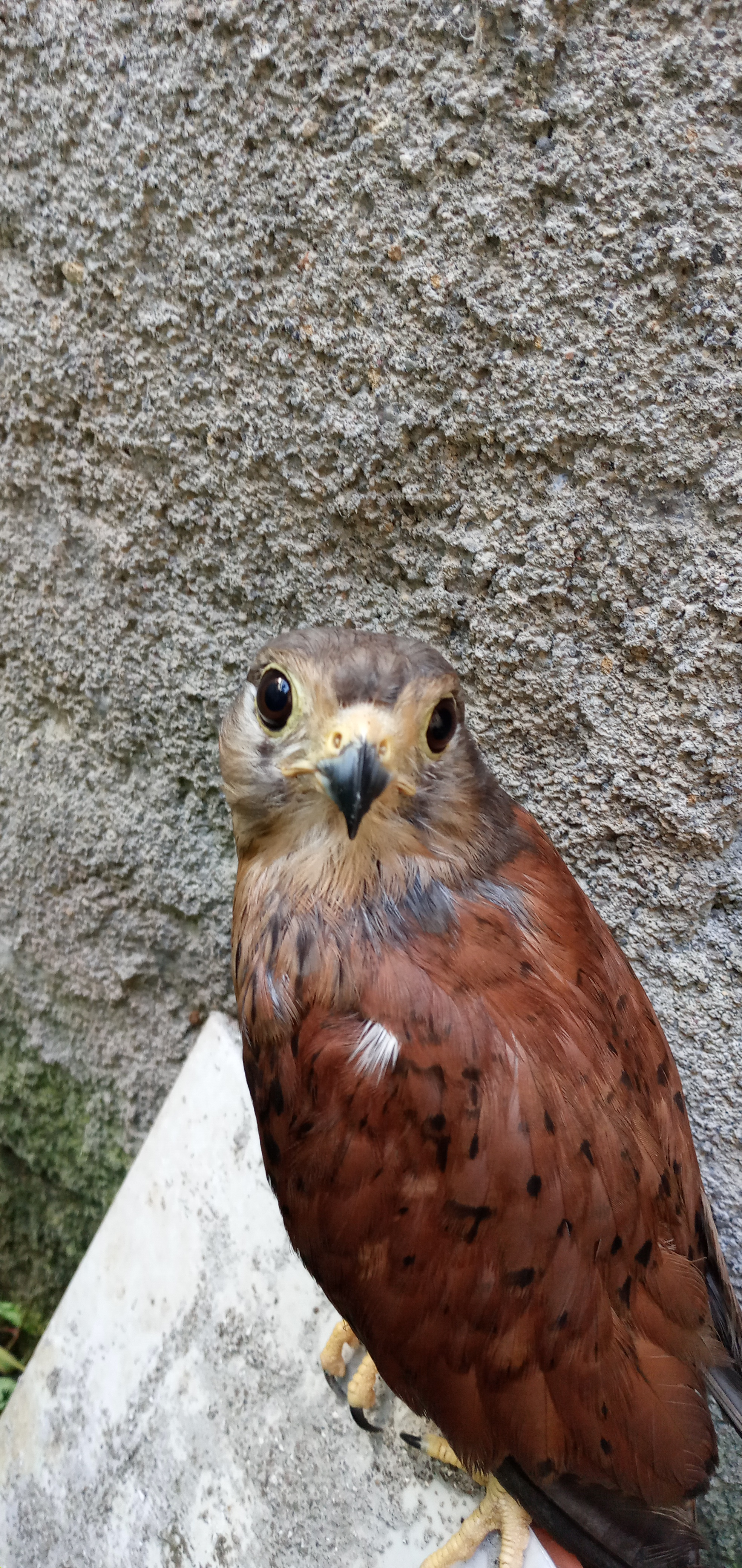
دلیجۀ نر
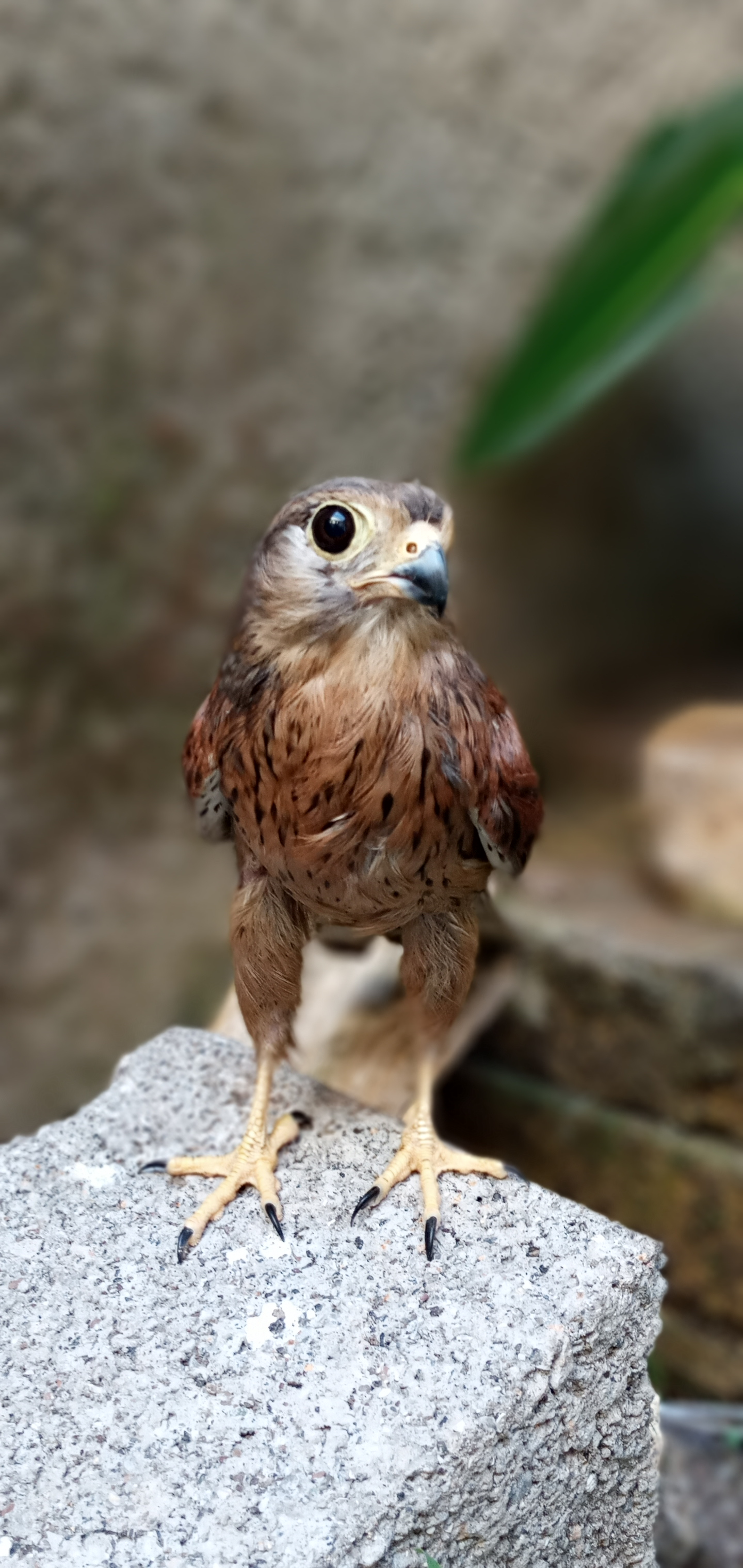
دلیجۀ نر
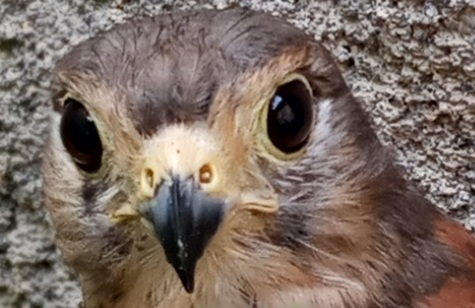
دلیجۀ نر